# Rabban Bar Sauma

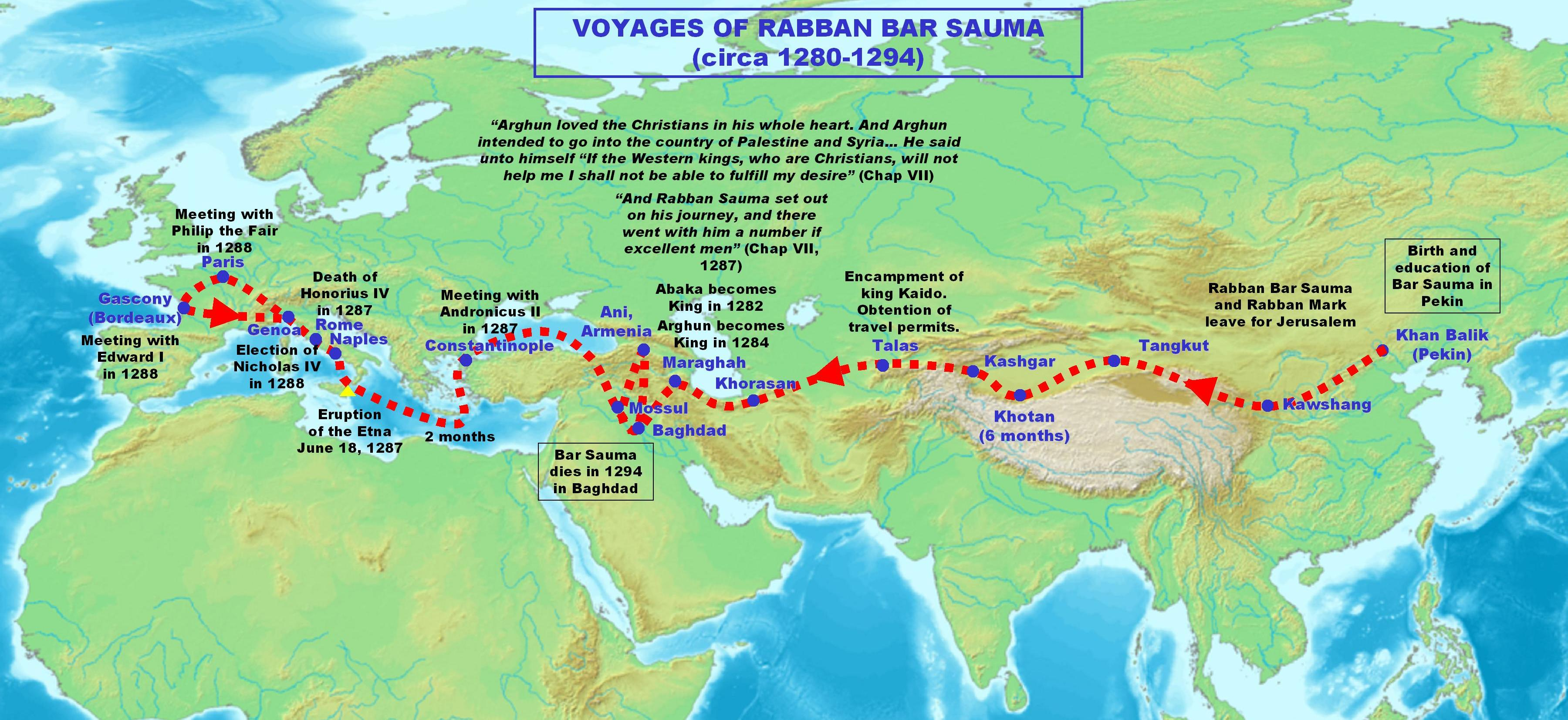
Mapa se zakreslenou cestou Rabbana Bar Sauma

Rabban Bar Sauma také Ṣawma Rabban nebo Rabban Çauma (čínsky: znaky 拉宾 扫 务 玛) (cca 1220? Peking - leden 1294 Bagdád) byl ujgurský mnich, nestorián, diplomat a cestovatel.
V roce 1278 se vydal se svým žákem Rabbanem Markosem z Pekingu do Jeruzaléma. Putoval přes Chotan, Kašgar do Tarazu. Dále postupoval přes Írán do Ázerbájdžánu, kde se usadil a zůstal. Do roku 1284 žil ve městě Marágha v Ázerbájdžánu, poté byl vyslán mongolským chánem Abakou na diplomatickou misi do Evropy. Postupoval přes Irák do Turecka. V Konstantinopoli se setkal s byzantským císařem Andronikem II. Palaiologem. Po jednání se nalodil a přeplavil na Sicílii. Odtud putoval do Říma, kam dorazil v roce 1287 a setkal se s papežem Honoriem IV., po krátké zastávce se vydal na sever. Přes Janov došel do Paříže, kde se téhož roku sešel s Filipem IV. a poté v Bordeaux s anglickým králem Eduardem I. Jeho úkolem bylo dojednat plán na sestavení francouzsko-mongolské aliance, ale nebyl úspěšný a ani další jednání u evropských panovníků nepřineslo žádná pozitiva, proto se vydal na zpáteční cestu. V roce 1289 na květnou neděli se v Římě setkal s novým papežem Mikulášem IV. Ani zde při jednání nebyl úspěšný. Přes Akko v roce 1289 dospěl do Iráku a poté se usadil v Marágha v Ázerbájdžánu.
Z jeho cesty se dochovaly zprávy sepsané neznámým autorem a přinesly mnoho pozorování, které následně využili další cestovatelé, jako byli Vilém z Rubroeku a Marco Polo.